# Saint-Martin-de-Saint-Maixent
Saint-Martin-de-Saint-Maixent és un municipi francès situat al departament de Deux-Sèvres i a la regió de la Nova Aquitània. L'any 2007 tenia 1.031 habitants.

## Demografia

### Població
El 2007 la població de fet de Saint-Martin-de-Saint-Maixent era de 1.031 persones. Hi havia 362 famílies de les quals 50 eren unipersonals (21 homes vivint sols i 29 dones vivint soles), 135 parelles sense fills, 160 parelles amb fills i 17 famílies monoparentals amb fills.
La població ha evolucionat segons el següent gràfic:
Habitants censats

### Habitatges
El 2007 hi havia 415 habitatges, 373 eren l'habitatge principal de la família, 26 eren segones residències i 16 estaven desocupats. 412 eren cases i 3 eren apartaments. Dels 373 habitatges principals, 297 estaven ocupats pels seus propietaris, 75 estaven llogats i ocupats pels llogaters i 2 estaven cedits a títol gratuït; 2 tenien una cambra, 5 en tenien dues, 17 en tenien tres, 100 en tenien quatre i 249 en tenien cinc o més. 324 habitatges disposaven pel capbaix d'una plaça de pàrquing. A 130 habitatges hi havia un automòbil i a 224 n'hi havia dos o més.

### Piràmide de població
La piràmide de població per edats i sexe el 2009 era:
| Homes | Edats   | Dones |
| ----- | ------- | ----- |
| 0     | 95 o +  | 4     |
| 4     | 90 a 94 | 4     |
| 0     | 85 a 89 | 4     |
| 0     | 80 a 84 | 0     |
| 0     | 75 a 79 | 20    |
| 0     | 70 a 74 | 8     |
| 36    | 65 a 69 | 16    |
| 24    | 60 a 64 | 20    |
| 16    | 55 a 59 | 12    |
| 24    | 50 a 54 | 16    |
| 28    | 45 a 49 | 24    |
| 40    | 40 a 44 | 48    |
| 60    | 35 a 39 | 52    |
| 28    | 30 a 34 | 40    |
| 12    | 25 a 29 | 4     |
| 24    | 20 a 24 | 28    |
| 40    | 15 a 19 | 36    |
| 36    | 10 a 14 | 36    |
| 40    | 5 a 9   | 48    |
| 24    | 0 a 4   | 24    |

## Economia
El 2007 la població en edat de treballar era de 659 persones, 483 eren actives i 176 eren inactives. De les 483 persones actives 440 estaven ocupades (253 homes i 187 dones) i 42 estaven aturades (13 homes i 29 dones). De les 176 persones inactives 60 estaven jubilades, 57 estaven estudiant i 59 estaven classificades com a «altres inactius».

### Ingressos
El 2009 a Saint-Martin-de-Saint-Maixent hi havia 397 unitats fiscals que integraven 1.090,5 persones, la mediana anual d'ingressos fiscals per persona era de 16.445 €.

### Activitats econòmiques
Dels 22 establiments que hi havia el 2007, 3 eren d'empreses alimentàries, 1 d'una empresa de fabricació d'altres productes industrials, 7 d'empreses de construcció, 2 d'empreses de comerç i reparació d'automòbils, 2 d'empreses de transport, 1 d'una empresa financera, 2 d'empreses immobiliàries, 1 d'una empresa de serveis, 2 d'entitats de l'administració pública i 1 d'una empresa classificada com a «altres activitats de serveis».
Dels 8 establiments de servei als particulars que hi havia el 2009, 2 eren paletes, 1 guixaire pintor, 1 fusteria, 1 lampisteria, 1 electricista i 2 agències immobiliàries.
L'únic establiment comercial que hi havia el 2009 era una botiga de roba.
L'any 2000 a Saint-Martin-de-Saint-Maixent hi havia 16 explotacions agrícoles que ocupaven un total de 816 hectàrees.

## Equipaments sanitaris i escolars
El 2009 hi havia 1 escola maternal i 1 escola elemental.

## Poblacions més properes
El següent diagrama mostra les poblacions més properes.